# Привреда Европе
Привреду Европе чини око 748 милиона људи у 50 земаља.
Разлика у богатству широм Европе може се отприлике видети у бившој хладноратовској подели, при чему су неке земље прекршиле ту поделу (Грчка, Португалија, Словенија, Чешка, Литванија, Летонија и Естонија). Док већина европских држава има Бруто домаћи производ по глави становника већи од светског просека и веома су развијене, неке европске економије, упркос свом положају изнад светског просека у Индексу хуманог развоја, су релативно лоше. Европа има укупну банкарску имовину од више од 50 билиона долара, а њена глобална имовина под управљањем је више од 20 билиона долара.
Формирање Европске уније и 1999. године увођење јединствене валуте, евра, приближили су европске земље учеснице захваљујући погодностима заједничке валуте. Различите европске државе су повећале своје економске везе кроз регионалну интеграцију. Европска унија је политички ентитет Sui generis, који комбинује карактеристике и федерације и конфедерације. Као један ентитет, унија је једна од највећих економија на свету, која има утицај на прописе у глобалној економији због величине свог јединственог тржишта са Исландом, Лихтенштајном, Норвешком и Швајцарском.
У овом чланку „Европа“ и деривати те речи подразумевају изабране државе чија се територија само делимично налази у Европи, као што су Турска, Азербејџан и Грузија, и државе које се географски налазе у Азији, граниче се са Европом и културно су привржене континенту, као што су Јерменија и Кипар.
Највеће европске националне економије по номиналном БДП-у преко 1,0 трилиона америчких долара су:
- Немачка (4,43 трилиона долара),
- Уједињено Краљевство (3,33 трилиона долара),
- Француска (3,05 трилиона долара),
- Италија (2,19 трилиона долара),
- Русија (1,86 трилиона долара),
- Шпанија (1,58 билиона долара)
- Холандија (1,09 билиона долара)

Од првих 500 највећих корпорација мерених приходима (Fortune Global 500 у 2010), 184 имају седиште у Европи. 161 се налази у Европској унији, 15 у Швајцарској, 6 у Русији, 1 у Турској, 1 у Норвешкој.
Као што је 2010. приметио шпански социолог Мануел Кастелс, просечан животни стандард у западној Европи је веома висок: „Већина становништва у западној Европи још увек ужива највиши животни стандард у свету и у светској историји.”

## Економски развој

### Пре–1945: Индустријски раст
Пре Другог светског рата, највеће финансијске и индустријске државе у Европи биле су Уједињено Краљевство, Француска и Немачка. Индустријска револуција, која је започела у Британији, брзо се проширила широм Европе, и убрзо је цео континент био на високом нивоу индустрије. Први светски рат је накратко довео до застоја индустрије неких европских држава, али у периоду уочи Другог светског рата Европа се добро опоравила и такмичила се са све већом економском моћи Сједињених Америчких Држава.
Међутим, Други светски рат је изазвао уништење већине европских индустријских центара и велики део инфраструктуре овог континента је опустошено.

### 1945–1992: Хладни рат
После Другог светског рата, европске владе су биле у расулу. Многе несоцијалистичке европске владе кренуле су да интегришу своје економије, постављајући темеље за оно што ће постати Европска унија. То је значило огроман пораст заједничке инфраструктуре и прекограничне трговине. Док су ове европске државе брзо унапређивале своје економије, до 1980-их, државна економија Савет за узајамну економску помоћ групе је имала проблеме, углавном због огромних трошкова Хладног рата. БДП и животни стандард држава Централне и Источне Европе били су нижи него у другим деловима Европе.
Европска заједница је порасла са 6 првобитних чланица након Другог светског рата на 12 у овом периоду.
Просечан животни стандард у Европи је значајно порастао током послератног периода, што карактеришу ови налази:
Приватна потрошња по глави становника (ППС) 1980. године
- Луксембург: 5495
- Француска: 5395
- Западна Немачка: 5319
- Белгија: 5143
- Данска: 4802
- Холандија: 4792
- Уједињено Краљевство: 4343
- Италија: 4288
- Ирска: 3029

Лични расположиви доходак по глави становника (ППС) 1980. године
- Белгија: 6202
- Француска: 6044
- Западна Немачка: 5661
- Холандија: 5490
- Италија: 5378
- Данска: 4878
- Уједињено Краљевство: 4698

### Успон Европске уније
Када се „источни блок“ распао око 1992. године, ове државе су се бориле да се прилагоде системима слободног тржишта. Међутим, постојале су велике варијације у степену успеха, са централноевропским државама попут Чешке, Мађарске, Словачке, Словеније и Пољске које су се прилагођавале прилично брзо, док су се државе које су формирале СССР, као што су Русија, Белорусија и Украјина, имале потешкоће да реформишу своју инфраструктуру која се распадала.
Многе развијене европске земље брзо су развиле економске везе са другим европским државама, где је поново уведена демократија. Након револуција из 1989. године, државе у централној Европи и балтичке државе суочиле су се са променама, Југославија је запала у грађански рат, а Русија, Украјина и Белорусија се и даље боре са својим старим системима.
Највећа европска економија, Немачка, борила се са уједињењем 1991. године са бившом комунистичком Немачком Демократском Републиком, или Источном Немачком, под утицајем Совјетског Савеза. Источна Немачка је уклонила већи део своје индустријске инфраструктуре током Хладног рата, и дуги низ година уједињена Немачка се борила да изгради инфраструктуру у бившој Источној Немачкој до нивоа бивше Западне Немачке.
Мир у Југославију није био деценију, а до 2003. године још је било много мировних трупа НАТО-а и Европске уније присутних у Босни и Херцеговини, Северној Македонији и на Косову. Рат је озбиљно омео економски раст, а једино је Словенија остварила прави напредак током 1990-их.
Европска економија је била погођена нападима 11. септембра 2001, а највише су погођене Немачка, Швајцарска, Француска и Уједињено Краљевство. Али, 2002/2003, економија је почела да се опоравља од напада у САД.
Укупном величином европске економије до тада је доминирала Европска унија са тада 15 европских држава као пуноправним чланицама. На чланство у Европској унији се гледало као на нешто чему треба тежити, а Европска унија је дала значајну подршку и помоћ оним државама Средње и Источне Европе које су спремне да раде на постизању економија које испуњавају критеријуме за улазак. За то време, 12 од 15 чланица Европске уније постало је део еврозоне, валутне уније покренуте 1999. године, при чему свака чланица користи заједничку валуту, евро, која је заменила њихове бивше националне валуте. Три државе су одлучиле да остану ван еврозоне и наставе са сопственим валутама, а то су Данска, Шведска и Уједињено Краљевство.

### 2004–2007: Ширење Европске уније
Почетком 2004. године, 10 углавном бивших комунистичких држава придружило се Европској унији у њеном највећем проширењу до сада, проширивши унију на 25 чланица, а још осам је склопило придружене трговинске споразуме. Земље које приступају су обавезне да се прикључе еврозони и у будућности усвоје заједничку валуту евро. Процес укључује Европски валутни механизам, чији су неке од ових земаља већ део.
Већина европских економија је у веома добром стању, а континентална економија то одражава. Међутим, сукоби и немири у неким државама бивше Југославије и у кавкаским државама ометале су економски раст у тим државама.
Као одговор на масовни раст Европске уније, 2005. године Заједница независних држава (ЗНД), којом доминирају Русија, створила је ривалски трговински блок са Европском унијом, отворен за сваку претходну државу Совјетског Савеза (укључујући и европске и азијске државе). 12 од 15 потписало је, при чему су три балтичке државе одлучиле да се придруже Европској унији. Упркос томе, три кавкаске државе су у прошлости рекле да ће једног дана размотрити подношење захтева за чланство у Европској унији, посебно Грузију. То важи и за Украјину од наранџасте револуције.

### 2008–2015: Ширење еврозоне и европска дужничка криза
Словенија је постала прва република из бивше Југославије, као и прва некадашња комунистичка нација у целини која је усвојила валуту Европске уније, евро, 2007. године, затим Малта и Кипар 2008. и Словачка 2009. године. Естонија је 2011. године постала прва република из бившег Совјетског Савеза која је увела евро, а следе Летонија 2014. и Литванија 2015. године. Хрватска је 2013. године постала 28. чланица Европске уније, а евро је увела 1. јануара 2023. године.
Године 2008. Глобална финансијска криза, изазвана стамбеним балоном у Сједињеним Америчким Државама, изазвала је значајан пад БДП-а већине европских економија, што је био преседан далеко широј и проблематичнијој дужничкој кризи, која је претила колапс привреда на југу, посебно Грчке, Португала и Шпаније. Пошто је такође тешко погођена, Ирска је изашла из кризе средином 2013. У међувремену, повећана помоћ Међународног монетарног фонда и Европске централне банке некако је ублажила ситуацију у земљама погођеним дугом, при чему су економије Средње и Источне Европе предвођене Немачком избегле најгору дужничку кризу из 2010. године.
До 2014–2015, Ирска се опорављала уједначеним темпом након што је успешно завршила програм спасавања. Еврозона је у целини постала стабилнија, међутим проблеми у Грчкој и спори опоравак у Италији и држава на Пиринејском полуострву (Шпанија и Португалија) настављају да се раст у еврозони сведе на минимум. Немачка наставља да води Европу у стабилности и расту, док и Уједињено Краљевство и Ирска бележе снажан раст од 3–4%. Незапосленост у Ирској која се смањује на најбржи ниво у Европи, за које се очекује да ће достићи 8% до 2016. године, у односу на двоструко више од 2011. године. Чешка и Немачка имају константно најнижу стопу незапослености у Европској унији. Изгледи за раст генерално остају оптимистични за Европу у будућности. Уз позитиван раст се очекује широм еврозоне. Иако неизвесност још увек окружује Грчку и отплате дуга у грчкој држави, тренутно се чини да су ствари стабилне.
Европска предузећа су у паду у односу на светска од кризе. Од 50 највреднијих глобалних фирми, само седам су биле европске од 2015. године, у поређењу са 17 у 2006. Од 24 привредна сектора, Европа предњачи само у једном – прехрамбеном, који предводи Nestlé из Швајцарске. Компаније као што су ХСБЦ, Водафоне, TotalEnergies и BNP Paribas такође су се санкале у својим индустријама против америчких и азијских конкурената. Поред тога, бивши технолошки тешкаши као што су Nokia, Ериксон и Алкател такође су одбили против америчких компанија које се развијају у Силицијумској долини.
Док се најнижих 80% дохотка европског становништва повећало за око 40% у просеку од 1980. године, доходак од 1% највећих доходака пре опорезивања се више него удвостручио. Запосленост у Европској унији достигла је нови максимум у 2019.
Док су се многи друштвени и економски показатељи приближили широм региона Европској унији, глобална финансијска криза је довела до оштрог одступања у стопама незапослености. Недавно су се кретали од мање од 2% у Прагу до више од 20% у деловима Грчке, јужне Шпаније и јужне Италије. Брза технолошка промена је такође утицала на средње квалификоване раднике, што је довело до тога да се запошљава више нискоквалификованих послова.

### 2016 – данас: Брегзит, пандемија Ковида 19 и руска инвазија на Украјину
Уједињено Краљевство је 2016. године постало прва нација која је гласала за излазак из Европске уније од њене модерне итерације у постхладноратовској ери, смањивши број чланства поменутог блока на 27 држава чланица за сада. Излазак Уједињеног Краљевства продужио је текућу економску рецесију земље након ере пандемије Ковида 19 у деценији 2020-их. 2022. године, Инвазија Русије на Украјине подстакао је и Украјини и Молдавији да Европска унија одмах добије статус кандидата из економских и безбедносних разлога, а Босна и Херцеговина и Грузија су то следиле до краја следеће године. Хрватска је постала најновија чланица еврозоне након што је званично усвојила евро као своју валуту почетком 2023. године, док су Финска и Шведска постале најновије чланице НАТО-а следеће године.

## Регионалне варијације
Европске земље са дугом историјом трговине, системом слободног тржишта и високим нивоом развоја у претходном веку углавном се налазе на северу и западу континента. Они имају тенденцију да буду богатији и стабилнији од земаља које су окупљене на европском истоку и југу, иако се јаз приближава, посебно у средњој и источној Европи, због виших стопа раста.
Најсиромашније државе су оне које су тек произашле из комунизма, фашистичких диктатура и грађанских ратова, односно оне бившег Совјетског Савеза и Југославије, уз неке изузетке. Сам бивши западни блок представља неке разлике у животном стандарду и развоју, са највећим контрастом који се види између нордијских земаља (Норвешка, Данска, Шведска, Финска) и Грчке, Португала, Шпаније и Италије.
Испод је мапа европских земаља према бруто националном дохотку по глави становника. Висок приход у плавој боји (12.616 долара или више, како је дефинисала Светска банка), горњи средњи приход у зеленој (4.086 – 12.615 долара) и нижи средњи приход (1.036 долара – 4.085 долара) у жутој боји.
Предвиђени утицај пандемије Ковида 19 на БДП највећи је у Јужној Европи, где се очекује да ће структурна побољшања повећати ниво БДП-а до 5% до 2030. године, са смањењем ефекта на 2,5% до 2040. године. Предвиђено је да ће ефекат бити нешто мањи од 1% у Западној Европи и Северној Европи, а прекогранични ефекти преливања из остатка Европе чине половину предвиђеног утицаја.
Истраживање спроведено 2021. показало је да су многа предузећа смањила своје пословање као резултат епидемије Ковида 19, што је резултирало значајним падом прихода и променама посла. Због пандемије, преко 40 одсто анкетираних предузећа морало је привремено да се затвори. Продаја у региону је у просеку опала за око 25%, али је било значајних варијација унутар подрегиона.
Свако пето предузеће је покренуло или повећало своје онлајн пословање или дистрибуцију производа и услуга, док је свако четврто предузеће започело или повећало своје операције на даљину.
Пандемија је такође убрзала корпоративну трансформацију, при чему је преко 30% компанија променило или трансформисало своју производњу као резултат тога. Произвођачи хемикалија и велетрговци били су први који су одговорили, а сваки трећи је проширио пословну активност на мрежи, започео или појачао испоруку производа и услуга, повећао запошљавање на даљину и променио производњу.
Економска активност је смањена за скоро 4% у већини подрегиона у 2020. години, што је било слично глобалном просеку од 3,2%. Међутим, разлике међу нацијама су уочљиве. Високе стопе заразе и смртности од пандемије у земљама западног Балкана, источног суседства и централне и источне Европе значиле су да су се суочиле са дубљом рецесијом.

### Европска унија
Европска унија има другу највећу економију на свету, иза америчке. Трговина унутар Европске уније чини више од једне трећине укупне светске трговине.
Европска унија или ЕУ је наднационална унија 27 европских држава, а последња чланица која је приступила је Хрватска, која је постала пуноправна чланица 1. јула 2013. Има много функција, од којих је најважније успостављање и одржавање заједничког јединственог тржишта, које се састоји од царинске уније, јединствене валуте (коју је усвојило 18 од 27 држава чланица), заједничке пољопривредне политике и заједничког политике рибарства. Европска унија такође предузима различите иницијативе за координацију активности држава чланица.
Европска унија је временом еволуирала од првенствено економске уније до све више политичке. Овај тренд је наглашен све већим бројем области политике које спадају у надлежност Европске уније: политичка моћ је имала тенденцију да се помера навише од држава чланица ка Европској унији.

### Европско удружење за слободну трговину
Европска асоцијација за слободну трговину (ЕФТА) основана је 3. маја 1960. као алтернатива европским државама које нису желеле да се придруже Европској унији, стварајући трговински блок са мање централних овлашћења.
Државе чланице ЕФТА-е од 1992. биле су Аустрија, Данска, Финска, Исланд, Лихтенштајн, Норвешка, Шведска и Швајцарска. У 2014. само четири земље, Исланд, Норвешка, Швајцарска и Лихтенштајн, остале су чланице ЕФТА, док су остале чланице постепено напуштале ЕФТА да би се придружиле Европској унији.

### Европски економски простор
Европски економски простор (ЕЕА) настао је 1. јануара 1994. након споразума између Европске асоцијације за слободну трговину (ЕФТА) и Европске уније (ЕУ). Осмишљен је да омогући земљама ЕФТА да учествују на јединственом европском тржишту без потребе да буду чланице Европске уније.
На референдуму је Швајцарска (увек жељна неутралности) одлучила да не учествује у ЕЕП (иако је са Европском унијом повезана билатералним споразумима сличним по садржају споразуму о ЕЕП), тако да су садашње чланице државе Европске уније плус Норвешка, Исланд и Лихтенштајн .
Заједнички комитет који се састоји од земаља које нису чланице Европске уније плус Европска комисија (која представља Европску унију) има функцију проширења релевантног права Европске уније на земље које нису чланице Европске уније.

### Заједница независних држава
Заједница независних држава (ЗНД) је конфедерација која се састоји од 9 од 15 држава бившег Совјетског Савеза (изузеци су три балтичке државе, Грузија, Туркменистан и Украјина (Туркменистан и Украјина су државе чланице ЗНД)). Иако Заједница независних држава има мало наднационалних овлашћења, он је више од чисто симболичне организације и поседује координациона овлашћења у области трговине, финансија, законодавства и безбедности. 2012. успостављена је Зона слободне трговине Заједнице независних држава.

### Централноевропски споразум о слободној трговини
Централноевропски споразум о слободној трговини (ЦЕФТА) је трговински блок: Албаније, Босне и Херцеговине, Северне Македоније, Молдавије, Црне Горе, Србије и Мисије привремене управе Уједињених нација на Косову (УНМИК) у име Косова.Шаблон:Excerpt

## Економски сектори

### Пољопривреда и рибарство
Европски пољопривредни сектор је генерално високо развијен и такође има најмањи проценат становништва које ради у пољопривреди од свих континената. Процес унапређења пољопривреде средње Европе је у току и потпомогнут је приступањем централноевропских држава Европске уније. Пољопривредни сектор у Европи помаже Заједничка пољопривредна политика (ЦАП), која пољопривредницима обезбеђује минималну цену за њихове производе и субвенционише њихов извоз, чиме се повећава конкурентност њихових производа. Ова политика је веома контроверзна јер омета слободну трговину широм света (протекционизам изазива протекционизам других земаља и трговинских блокова: концепт трговинских ратова) и крши концепт фер трговине.
То значи да због протекционистичке природе ЗПП-а, пољопривредни производи из земаља у развоју постају неконкурентни и у Европи (важно извозно тржиште за земље у развоју) и на њиховим домаћим тржиштима (пошто се европски пољопривредни производи избацују на тржишта земаља у развоју уз помоћ из европских пољопривредних субвенција). Ова контроверза окружује сваки систем пољопривредних субвенција (контроверзна је и политика субвенционисања пољопривредника Сједињених Држава). ЗПП је контроверзан и због тога што се на њега троши 40% буџета Европске уније и због прекомерне произвдоње изазване њиме.
Заједничка политика рибарства је окружена опсежним системом правила (углавном која се састоји од квота) за заштиту животне средине од прекомерног излова. Упркос овим правилима, бакалар постаје све ређи у Северном мору што доводи до драстичне несташице у земљама као што су Канада и Уједињено Краљевство. Строга правила риболова су главни разлог да Норвешка и Исланд остану ван Европске уније (и ван Заједничке рибарске политике). Гаранције цена и субвенционисања рибара спроводе се на исти начин као и субвенције у пољопривреди. Плавоперајна туна је такође проблем. Глобалне залихе ове врсте су прекомерно изловљене, а изумирање у дивљини постоји могућност у блиској будућности. Ово такође има негативан ефекат угрожавања њихових традиционалних, природних предатора.

### Производња
Европа има успешан производни сектор, при чему се велики део светске индустријске производње одвија у Европи. Већина индустрија на континенту је концентрисана у „Плавој банани“ (покрива јужну Енглеску, Бенелукс, западну Немачку, источну Француску, Швајцарску и северну Италију). Међутим, због вишег нивоа плата, а самим тим и трошкова производње, Европа пати од деиндустријализације и офшоринга у радно интензивним производним секторима. То значи да је производња постала мање важна и да су послови премештени у регионе са јефтинијим трошковима рада (углавном Кина и Средња и Источна Европа).
Средња Европа (Берлин, Саксонија, Чешка Република и Мала Пољска) је у великој мери индустријализована до 1850, али је источна Европа (Европска Русија) започела индустријализацију између 1890–1900 и интензивирала је током комунистичког режима (као Совјетски Савез), али је патио од контракције 1990-их када је неефикасан производни сектор заснован на тешкој индустрији био осакаћен након колапса комунизма и увођења тржишне економије.
У 21. веку производни сектор у средњој и источној Европи је ојачао због приступања десет некадашњих комунистичких држава Европске уније и њиховог приступања заједничком европском тржишту. Ово је довело до тога да компаније у Европској унији преместе послове из свог производног сектора у земље Средње Европе као што је Пољска, што је изазвало индустријски раст и запошљавање у централној и источној Европи.
Према Fortune Global 500, 195 од 500 најбољих компанија има седиште у Европи. Главни производи европске индустрије су аутомобили, бицикли, железница, машине, бродска, ваздухопловна опрема, храна, хемијска и фармацеутска роба, софтвер и електроника.

### Инвестирање и банкарство
Европа има добро развијен финансијски сектор. Многи европски градови су финансијски центри, а највећи је Лондон. Финансијском сектору еврозоне помаже увођење евра као заједничке валуте. Ово је олакшало европским домаћинствима и фирмама да улажу у компаније и полажу новац у банке у другим европским земљама. Флуктуације курса сада не постоје у еврозони. Финансијском сектору у Централној и Источној Европи помажу економски раст у региону, Европски фонд за регионални развој и посвећеност влада Средње и Источне Европе да постигну високе стандарде.
Према Индексу глобалних финансијских центара, ажурирано: 19. септембар 2019. четири европска града сврставају се међу 20 највећих финансијских центара на свету: Лондон (2.), Цирих (14.), Франкфурт (15.) и Париз (17.).
Европске банке су међу највећим и најпрофитабилнијим на свету, као што су HSBC, BNP Paribas, Crédit Agricole, Banco Santander, Société Générale, Barclays, Groupe BPCE, Deutsche Bank, Intesa Sanpaolo, ING Group, Lloyds Banking Group, Crédit Mutuel, Цредит UBS и UniCredit.
На почетку пандемије Ковида 19 у економији, укупни нивои инвестиција су пали у другом кварталу 2020. За ово смањење најзаслужнији је сектор привреде. Чинило се да су инвестиције у порасту почетком 2021. године, што се поклопило са попуштањем ограничења Ковида 19.
30% компанија из Европске уније је у Анкети о инвестицијама Европске инвестиционе банке за 2021. пријавило да су прилагодиле своја очекивања улагања како би одговарале пандемији Ковида 19. Ово је пријављено као више него у Сједињеним Америчким Државама, где је позитивна ревизија инвестиционих планова била чешћа, са 25% фирми које извештавају. 72% предузећа у Европској унији наводи да ће пандемија Ковида 19 имати дугорочан утицај на инвестиционе захтеве и приоритете.
Предузећа у Европи су добила подршку владе након економске кризе. Владе су обезбедиле да предузећа имају приступ финансирању, при чему су неке владе покривале трошкове рада како би људи могли да остану запослени. Ова иницијатива је била усмерена на предузећа која доживљавају највећи губитак прихода, а компаније које су добиле помоћ су се вероватније придржавале својих инвестиционих циљева.
Средином 2021. бруто стопа штедње Европске уније је и даље износила 18% бруто расположивог дохотка, што је више од просека од 11-13%, пре пандемије Ковида 19.
63% великих фирми, 61% инфраструктурних фирми и 58% фирми у услужном сектору су највећи удео који очекују дугорочне ефекте Ковида 19.
Широм Европске уније, најчешће помињана препрека инвестирању је недостатак обучене радне снаге. 75% предузећа у транзиционим регионима сматра да је то проблематично. У мање развијеним и некохезионим регионима износи 79%. Демографија и растућа потражња за вештинама које су мање уобичајене на тржишту, као што су оне потребне за подршку активностима дигитализације, могу допринети недостатку компетентних радника.
Компаније које се налазе у земљама под европском кохезионом политиком имају мање шансе да троше новац на врсте нематеријалне имовине, попут истраживања и развоја или обуке. Предузећа у кохезионим регионима имају тенденцију да више концентришу своја улагања на куповину некретнина, машина и друге активе. Само 28% инвестиција се улаже у нематеријалне активности у областима које се сматрају мање развијеним, у поређењу са 35% у транзиционим подручјима и 39% у развијенијим подручјима.
У свим регионима, банкарски кредити су најзаступљенији вид екстерног финансирања. У мање развијеним регионима на њих отпада 49% финансија, у развијенијим регионима 58%, а у транзиционим регионима 69%. Грантови чине већи део финансирања у мање развијеним областима.
Нематеријална улагања (истраживање и развој, софтвер, обука и пословни процеси) су улагала предузећа у земљама средње, источне и југоисточне Европе по нижој стопи (24%) у 2022. од просека Европске уније (37%). Проценат предузећа која желе да дају приоритет иновацијама у новим производима и услугама био је већи у овим регионима (27%) него у ЕУ (24%) и САД (21%). Производна предузећа (36%) и велика предузећа (31%), посебно, имају иновације као приоритет улагања. Међу предузећима ЦЕСЕЕ, Словенија (38%) и Чешка Република (37%) су највероватније даће приоритет иновацијама. Више од половине предузећа (57%) променило је своје пословање као одговор на Ковида 19. Већина (44%) је произвела нове артикле (26%), док је мањина (16%) смањила свој ланац снабдевања. 39% предузећа у Европској унији створило је или увело нове производе, процесе или услуге у претходној фискалној години, у поређењу са 57% америчких фирми. И у Европској унији и у Сједињеним Америчким Државама, нешто више од 12% предузећа представило је идеје које су биле нове за земљу или глобално тржиште.
Ниво продуктивних инвестиција у Европи заостаје за оним у Сједињеним Америчким Државама – за два процентна поена БДП-а годишње од 2010. године, према подацима Европске комисије. У поређењу са 2021. године, значајно је повећање удела предузећа која цене енергије наводе као ограничење за улагање (87%), посебно оних која то сматрају значајном препреком (63%). Прелазак на чистију енергију 41% енергетски интензивних произвођача у Европи види као опасност за инвестиције, што утиче на све инвестиционе планове. Ово је у поређењу са 31% предузећа у неенергетској тешкој индустрији. За будуће инвестиционе планове, европски енергетски интензивни произвођачи и фирме су више заинтересовани за климатске инвестиције него за неенергетски интензивна предузећа, при чему 48% сада улаже, а 57% планира да инвестира.
Продуктивне инвестиције, од 2023. године (без становања), повећавају се као проценат БДП-а у Европи. Остаје јаз од око 1,5 процентних поена у продуктивним инвестицијама између Европе и Сједињених Држава, али је овај раст помогао Европи да у одређеној мери одржи корак са стопом раста продуктивних инвестиција у Сједињеним Америчким Државама. Иако Европа не заостаје даље као током кризе државног дуга, европске фирме наводе смањење овог јаза као приоритет.
Према подацима анкете, инфраструктурна предузећа су била нешто већа него друга предузећа да недовољно улажу у 2022. Исто важи и за Мала и средња предузећа (21%) у односу на велика предузећа (15%). Фирме у Литванији (28%) и Летонији (30%) највероватније верују да су недовољно улагале у претходне три године. Проценат предузећа која верују да су превише инвестирала био је највећи (али и даље мали) у Мађарској (7%), Бугарској (7%) и Чешкој Републици (6%).
Већина компанија у Средњој, Источној и Југоисточној Европи (59%) и остатку Европске уније (57%) предвиђа да ће њихови приходи бити већи у 2022. него у 2019. години. Ковид 19 је имао негативан утицај на 45% предузећа у тим регионима. Скоро једна трећина анкетираних (13% од укупног броја предузећа) није очекивала опоравак, док велика већина јесте. Чак и током пандемије, 41% предузећа је приметило повећање прихода, а већина њих је предвидела већу продају у 2022.
Дугорочне препреке корпоративним инвестицијама и даље представљају цене енергије, неизвесност и недостатак вештина, при чему 83%, 78% и 81% предузећа наводе ове забринутости као ограничења. Предузећа из Европске уније су чешће него америчке фирме навела цене енергије као кључну препреку. У периоду од 2022. до 2023. године, предузећа из ЕУ су била све незадовољнија трошком кредита јер је монетарна политика пооштрена и услови спољног финансирања погоршани. Ово незадовољство је више од 14% у 2023. години, у поређењу са 5% у 2022.
У 2023, аустријска предузећа ће највероватније повећати залихе и залихе, док ће румунске фирме највероватније инвестирати у дигитални инвентар и праћење уноса. Румунија има највећи удео увозника који смањују удео робе/услуга увезених из иностранства, као и највећи удео предузећа која диверзификују или повећавају број земаља из којих увозе. Такође у истој години, 80% предузећа у Европској унији је било профитабилно, што је за 2 процентна поена више од историјског просека. Фирме које су оствариле профит од најмање 10% свог промета имале су 8% веће шансе да повећају своје инвестиције у поређењу са фирмама које су само постигле профит. Политичка подршка и финансијске резерве су одиграле кључну улогу у заштити и одржавању корпоративних инвестиција. Упркос енергетској кризи која је почела 2022. године, компаније су биле у могућности да испуне своја инвестициона очекивања захваљујући подршци и заштитним факторима.
Потражња за кредитима у регионима Средње, Источне и Јужне Европе остала је јака у првих шест месеци 2023. године, иако је у сталном опадању од 2021-22. Фиксне инвестиције и компоненте малопродаје, посебно стамбени сектор, дале су негативан допринос, док је потражња за кредитима поново била вођена захтевима за ликвидност предузећа (посебно за залихе и обртна средства). У претходних шест месеци, већина матичних банака у земљама Централне, Источне и Југоисточне Европе задржала је ниво изложености. Највећи играчи у Србији и Румунији су се бавили неким активностима спајања и аквизиција. Банке предвиђају повећање ненаплативих кредита, што би погодило сектор становништва и пословања у готово свим земљама (изузев Албаније).
Према подацима из европског истраживања, велика средња капитална предузећа чине највећи проценат предузећа са високим и веома високим растом, са 7,5% и 3,1%, респективно, а затим следе мала и средња предузећа са 6% и 2%. XL и мала предузећа са средњом капитализацијом донекле заостају, чинећи 5,2-5,5% и 1,9-2,1% предузећа са високим и веома високим растом, респективно. Производна предузећа са великим средњим капиталом и XL предузећа имају највећи проценат фирми са изузетно високим растом.
Европа посебно пати од недостатка средстава за зрелије операције повећања. Финансирање ових операција је шест до осам пута веће у Сједињеним Америчким Државама (у доларима). Корпоративне инвестиције међу земљама Европске уније значајно варирају због различитих националних фактора. Секторска анализа укупних инвестиција још није доступна свим чланицама Европске уније, чак ни за почетак 2023. У неким европским земљама, стварне корпоративне инвестиције порасле су за 5% или више до почетка 2023. године, док су у другим остале стагнирајуће или далеко ниже од нивоа пре пандемије. У 2023. години, предузећа са профитом од најмање 10% промета имала су 8 процентних поена веће шансе да повећају инвестиције од предузећа која су била без резултата. Главна ствар у 2023. била је да су предузећа из Европске уније прихватила модерну дигиталну технологију и успела да затворе дефицит од 11 поена са Сједињеним Америчким Државама у коришћењу те технологије.
Према недавним обавештајним подацима које је објавио GlobalData, предвиђа се да ће глобално тржиште ваздушних система без посаде (УАС) значајно порасти у наредној деценији. Очекује се процењена сложена годишња стопа раста од 4,8%, првенствено због брзог раста европског тржишта УАС. Овај раст је спреман да скоро удвостручи величину тржишта УАС, са 12,5 милијарди долара у 2024. на импресивних 20 милијарди долара до 2034. Овај раст се углавном приписује растућој важности Европе у сектору тржишта УАС.

### Транспорт
Транспорт у Европи обезбеђује потребе кретања за преко 700 милиона људи и пратећи терет. Политичка географија Европе дели континент на преко 50 суверених држава и територија. Ова фрагментација, заједно са повећаним кретањем људи од индустријске револуције, довела је до високог нивоа сарадње између европских земаља у развоју и одржавању транспортних мрежа. Наднационалне и међувладине организације као што су Европска унија, Савет Европе и Организација за европску безбедност и сарадњу довеле су до развоја међународних стандарда и споразума који омогућавају људима и терету да прелазе границе Европе, углавном са јединственим нивоима слободе и лакоће.

#### Железнички транспорт
Железничке мреже у западној и средњој Европи су често добро одржаване и добро развијене, док источна, северна и јужна Европа често имају мању покривеност и/или инфраструктурне проблеме. Електрификоване железничке мреже раде на мноштву различитих напона наизменичне и једносмерне струје у распону од 750 до 25.000 волти, а системи сигнализације се разликују од земље до земље, ометајући прекогранични саобраћај. Железничке субвенције Европске уније износиле су 73 милијарде евра у 2005.

#### Ваздушни транспорт
Упркос широкој путној и железничкој мрежи, већина путовања на велике удаљености унутар Европе одвија се ваздушним путем. Велика туристичка индустрија такође привлачи многе посетиоце у Европу, од којих већина стиже на један од многих великих европских аеродрома. Лондон је други најпрометнији аеродром на свету по броју међународних путника, иза Дубаија. Појава нискотарифних авио-компанија последњих година довела је до великог пораста ваздушних путовања унутар Европе. Ваздушни превоз је сада често најјефтинији начин путовања између градова. Ово повећање ваздушног саобраћаја довело је до проблема пренатрпаности ваздушног простора и забринутости за животну средину. Јединствено европско небо је једна иницијатива која има за циљ решавање ових проблема.

## Глобални трговински односи
Највећи део спољне трговине Европске уније обавља се са Кином, Меркосуром и Сједињеним Америчким Државама, Јапаном, Русијом и европским државама које нису чланице.
Чланице Европске уније у Светској трговинској организацији представља један званичник.
Европска унија је умешана у неколико мањих трговинских спорова. Имао је дуги спор са Сједињеним Америчким Државама око наводних неправедних субвенција које америчка влада даје неколико компанија, као што је Боинг. Европска унија има дуготрајну забрану трговине оружјем са Кинезима. Европска унија је издала поднесак оптужујући Мајкрософт за предаторске и монополистичке праксе.